# Siena (Dyson)
Siena is een symfonisch gedicht gecomponeerd door George Dyson. Het is een werk uit zijn vroege periode toen hij nog in opleiding was. Dyson heeft echter een deel van zijn vroege werken teruggetrokken en daarna vernietigd. Waarschijnlijk is dat ook met dit werk gebeurd. Wellicht komt er ooit nog een manuscript tevoorschijn; dat gebeurde ook met zijn cellosonate, jarenlang ontvindbaar en rond 2000 (terug)gevonden.
Toch is Siena een aantal malen in de jaren twintig van de 20e eeuw uitgevoerd onder leiding van de dirigent Arthur Nikisch. Daarna is er niets meer vernomen over dit werk.
Het werk is waarschijnlijk geschreven tijdens een verblijf van Dyson in Siena.

## Bron en discografie
- Uitgave Dutton Epoch en Chandos.